# Güterstruktureffekt
Unter Güterstruktureffekt werden die verkehrlichen Auswirkungen einer sich ändernden Wirtschaftsstruktur beschrieben.
Beispielsweise durch die Wandlung einer Industriegesellschaft zur Dienstleistungsgesellschaft (Tertiarisierung) ist eine Stagnation oder ein Produktionsrückgang in der Grundstoffindustrie und gleichzeitig ein steigender Anteil von hochwertigen Konsum- und Investitionsgütern zu beobachten. Die Folge ist ein Rückgang von Massengut- und eine Zunahme von Stückgut-Verkehren. Dieser Effekt ist in allen hochentwickelten Volkswirtschaften feststellbar.
Ein weiteres Beispiel sind Änderungen bei den Massenguttransporten von fossilen Brennstoffen. Dies betrifft primär den Transport von Kohle, Rohöl und deren Erzeugnisse (z. B. Heizöl, Kraftstoffe), aber auch Sekundärrohstoffe, die bei der Kohleverstromung (z. B. Gips) oder Raffinerie (z. B. Schwefel) anfallen. Hierbei wirken mehrere Aspekte parallel, wie die Änderungen der Gebäudeheiztechnik im Laufe der Zeit, von der Einführung fester fossiler Brennstoffe (z. B. Kohleheizung) im 18. Jahrhundert, über die weitgehende Verdrängung fester fossiler Brennstoffe durch flüssige (z. B. Ölheizung) und gasförmige (z. B. Gasheizung) ab den 1960er Jahren, bis zum Verzicht auf fossile Brennstoffe (z. B. Wärmepumpenheizung). Auch die sich ändernde Strukturen bei der Energieerzeugung (zentrale oder dezentrale Stromerzeugung), der geplante Kohleausstieg im Rahmen der Energiewende und der zunehmenden Verbreitung von Fahrzeugen mit elektrischem Antrieb haben verkehrliche Auswirkungen. 
Auf die einzelnen Verkehrsmittel hat der Güterstruktureffekt aufgrund ihrer spezifischen Systemeigenschaften unterschiedliche Auswirkungen. Die stagnierenden oder zurückgehenden Massenguttransporte der Grundstoffindustrie treffen vor allem die Binnenschifffahrt und die Eisenbahn. Insbesondere der Rückgang des Binnenschifffahrt-Anteils am Modal Split ist durch den Güterstruktureffekt erklärbar. Ebenso wird die hohe Massenleistungsfähigkeit der Eisenbahn weniger nachgefragt. In Bezug auf den Schienenverkehr wird auch vom Strukturwandel der Eisenbahn gesprochen. Der Straßengüterverkehr ist hingegen aufgrund seiner Flexibilität und der hohen Netzdichte im Vorteil beim Transport kleinteiliger Stückgüter in der Fläche. Eine dementsprechende Änderung des Modal Split ist die Folge.